# Vladimir Ulanov
Vladimir Viktorovich Ulanov (em russo:  Владимир Викторович Уланов; Moscou, 10 de fevereiro de 1951 — 2000) foi um jogador de voleibol da Rússia que competiu pela União Soviética nos Jogos Olímpicos de 1976.
Em 1976, ele fez parte do time soviético que conquistou a medalha de prata no torneio olímpico, no qual atuou em cinco partidas.